# 스크립스 연구소
스크립스 연구소(The Scripps Research Institute, TSRI)는 기초 생의학연구를 초점으로 한 의학 연구소이다. 스크립스 연구소는 캘리포니아 주의 라호이아에 위치하고 있으며, 플로리다주의 Jupiter에 연구소를 한곳 더 두고 있다. 이 연구소는 3000명의 과학자, 기술자, 대학원생, 관리와 다른 직원등이 일하고 있으며, 이로 인해서 스크립스 연구소는 전 세계에서 제일 큰 비영리적인 민간 생의학연구소로 자리하고 있다.

## 스크립스 코리아 항체연구소
스크립스 코리아 항체연구소(SKAI, Scripps Korea Antibody Institute)는 스크립스 연구소(TSRI)의 한국법인으로서 항체신약 분야의 세계 일류 연구기관으로 성장한다는 비전을 가지고 2009년 강원도 춘천에 개소하였다.

## 참고 문헌
1. ↑  이재호기자 (2009년 11월 6일). “스크립스 코리아 항체연구소 개소”. 내일신문. 2010년 4월 10일에 확인함.[깨진 링크(과거 내용 찾기)]